# Phố Stryjeńskich, Warszawa
Phố Stryjeńskich (tiếng Ba Lan: ulica Stryjeńskich) là một trong ba đường phố chính của Ursynów, Warsaw, Ba Lan. Nó kết nối phố Płaskowickiej ở phía bắc với Wąwozowa ở phía tây. Cái tên của con phố được đặt để kỷ niệm gia đình Stryjeńscy: Zofia, Aleksander, Karol và Tadeusz. Phố đã được lên kế hoạch xây dựng vào những năm 1970 và mở ra sau mười năm - tên của đại lộ xuất hiện trên bản đồ của Warsaw năm 1980. Tên của phố đã được đặt vào năm 1977. Ngày nay, nó băng qua các đường phố địa phương: Przy Bażantarni, Małej Łąki, Moczydłowska, Belgradzka, Kazury và Na Uboczu.
Vào năm 2015, phố được thiết kế để nối liền với đường đèo duy nhất ở cả hai hướng (trên chiều dài từ đường Przy Bażantarni đến Belgradzka), người ta cũng nói rằng hai dải vạch kẻ trắng sẽ được vẽ. Dự án được đặt trong ngân sách công, gây ra tranh cãi và đã bị chính quyền của Ursynów từ chối. Đối tượng tham gia của dự án này cũng là một tổ chức địa phương có tên gọi là "Projekt Ursynów". Gần con phố có các điểm đáng chú ý như: công viên địa phương Moczydełko, hai nhà thờ và một trường trung học Gimnazjum (gần khu vực giao cắt với đường Na Uboczu).